# Vochysia maxima
Vochysia maxima,  cedro arana,  cerne,  cuaruba,  es una especie de planta de flor arbórea de la familia Vochysiaceae. 
Es endémica de Brasil y de Surinam. Está amenazada de destrucción de hábitat.
Tiene una madera rosada, de densidad media, de 470 kg/m³ (enlace roto disponible en Internet Archive; véase el historial, la primera versión y la última).